# Crow Song
〈Crow Song〉(크로우 송) 은 텔레비전 애니메이션 《엔젤 비트》에 등장하는 양동부대 '걸스 데드 몬스터'의 첫 번째 싱글이다. 2010년 4월 23일 키 사운즈 레이블을 통해 발매되었다. (발매는 비주얼 아츠)
보컬은 마리나이지만, 애니메이션 스토리에 맞춰 다음 싱글에는 리사로 교체된다.

## 개요
- 텔레비전 애니메이션 《엔젤 비트》에 쓰였던 삽입곡 3곡이 수록되어 있다.

## 수록곡
1. Crow Song [4:08]
작사・작곡: 마에다 쥰, 편곡: 히카리 슈요
  - 제 1화 삽입곡.
2. Alchemy [4:17]
작사・작곡: 마에다 쥰, 편곡: 히카리 슈요
  - 제 3화 삽입곡.
3. My Song [4:54]
작사・작곡: 마에다 쥰, 편곡: 히카리 슈요
  - 제 3화 삽입곡.